# اعراف (سوره)

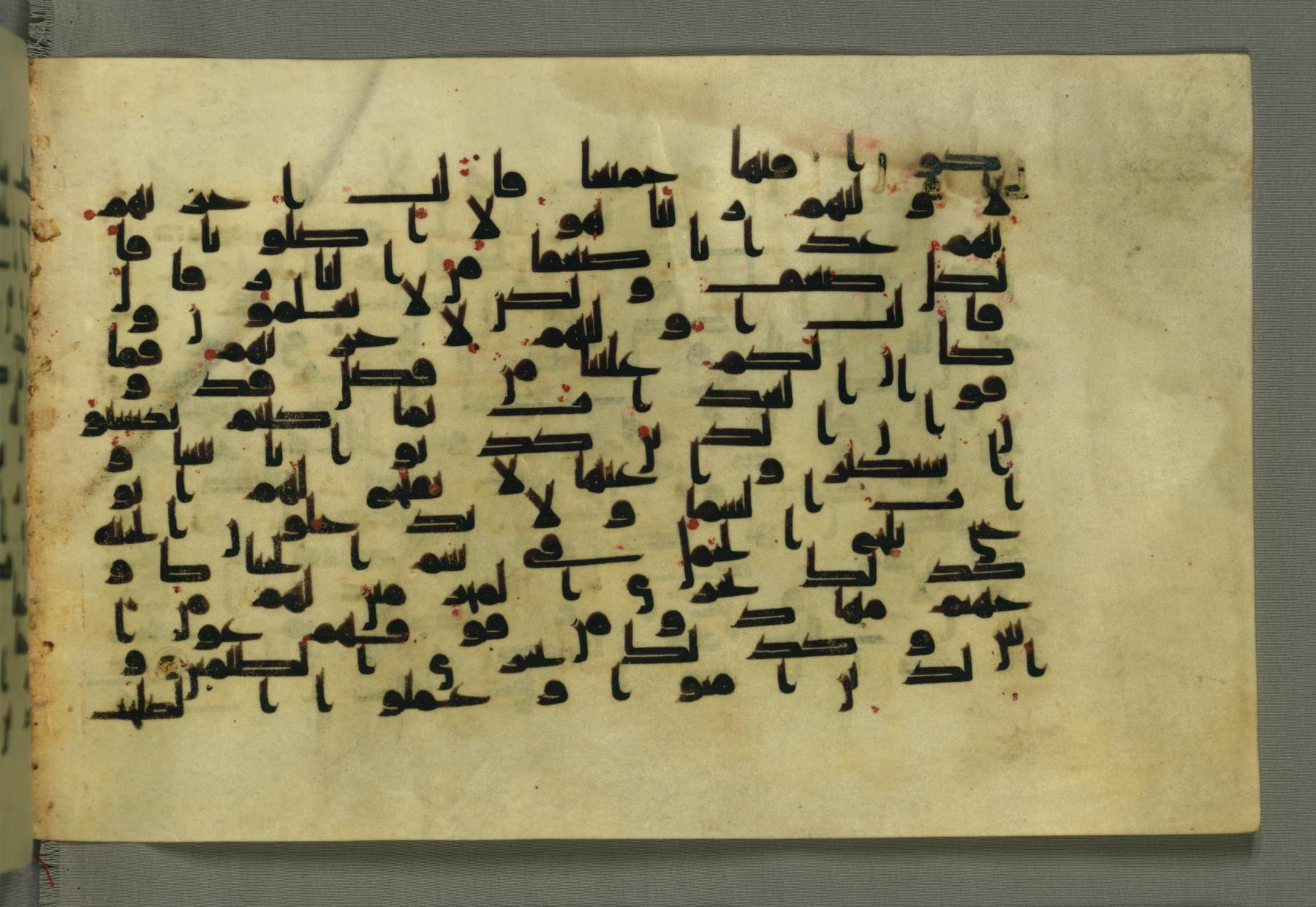
نسخه خطی آیات ۳۸ تا ۴۱ سوره اعراف به خط کوفی، متعلق به قرن سوم هجری دوران خلافت عباسیان

سورهٔ اعراف سورهٔ ۷ام قرآن است و ۲۰۶ آیه دارد. همانند دیگر سوره‌های مکی، محتوای این سوره پیرامون اعتقادات اساسی اسلام مانند مبدأ و معاد، توحید، مبارزه با شرک و بت‌پرستی، و بیان جایگاه انسان در جهان است. سوره سرگذشت اقوام پیشین و پیامبران آنان را نیز شرح می‌دهد.
در این سوره داستان سجده نکردن شیطان در آیه‌های ۱۱ الی ۲۵ آمده‌است. در چند آیه بعدی انسان مورد خطاب قرار گرفته‌است، اما نه با لفظ یا «ایهاالانسان»، بلکه با لفظ «بنی آدم» شاید به این دلایل که تنها مؤمنین مخاطب نیستند و انسان‌ها همه فرزند یک پدر هستند. در این سوره همه ملائکه به انسان سجده کردند، جز شیطان. در اینجا ممکن است سجده به معنای خدمت کردن و آماده خدمت بودن باشد. در آیه ۲۶ الی ۳۲ سه بار خطاب «یا بنی آدم» آمده‌است. به عنوان مثال در آیه ۲۶ و ۳۱ می‌نویسد:
ای فرزندان آدم حقیقتاً ما برای شما لباسی فرستادیم که زشتی‌های شما را بپوشاند و آن لباس تقوی و خود مراقبتی است. ای فرزندان آدم، شیطان شما را فریب ندهد و همان‌طور که این لباس را از تن پدر شما کند و او را از بهشت بیرون کرد. شما را هم بیرون کند؛ یعنی همان‌طور که او را از راحتی و خوشی به دردسر و گرفتاری کشانید، شما را هم بکشاند. او و هم پیمان‌های او شما را از جایی می‌بینند که شما آن‌ها را از آنجا نمی‌بینید. (آیه ۲۶)
ای فرزندان آدم، وقتی موقعیتی برای خدمت پیش می‌آید، زیبایی‌های خود را (برای خدمت به خود و به دیگران) نمایان کنید. (خذوا زینتکم عند کل مسجد). بخورید و بیاشامید، اما اسراف نکنید. خداوند اسراف کاران را دوست ندارد. (آیه ۳۱)
در آیه ۵۰ درخواست جهنمیان از بهشتیان و جواب آن‌ها اینچنین آمده‌است:
جهنمیان به بهشتیان ندا می‌دهند که ما را نیز از آب بهره‌مند سازید و از آنچه به شما داده شده به ما هم بدهید. بهشتیان در پاسخ آن‌ها می‌گویند که خداوند این‌ها را برای کافران حرام کرده‌است. (آیه ۵۰)
آیه ۵۲ الی ۹۳ از بین رفتن اقوام گذشته از جمله قوم نوح، عاد، ثمود، لوط و شعیب را بیان کرده‌است.